# Proloboderus crassipes
Proloboderus crassipes – gatunek chrząszcza z rodziny sprężykowatych. Umieszczono go w rodzaju monotypowym.
Owad osiąga długość 14,5–15,5 mm.
Jest to brązowy, czerwonawy chrząszcz, którego ciało pokrywa umiarkowanie bardzo długie i gęste owłosienie koloru żółtego. Jest ono szczególnie długie na goleniach, przedpleczu i czułkach.
Cechuje się łódkowatym, wklęsłym czołem, którego długość nie dorównuje szerokości. Jego przedni brzeg określa się jako wydatny. Ząbkowane czułki składają się z 11 segmentów. Szeroka podstawa nie dorównuje długością oku. Trzeci segment o trapezoidalnym kształcie jest dłuższy od przedplecza i krótszy od następnego. Ostatni jest eliptyczny, lekko zaostrzony u szczytu. Warga górna o gęstych setach przyjmuje kształt półokręgu. Żuwaczki są wydłużone, krótkie pośrodkowe sety tworzą penicillius. Przedplecze jest szersze, niż dłuższe, zaokrąglone na przedzie. Pokrywy skrzydeł są lekko wypukłe. Samiec posiada wydłużony aedagus (o krótkiej części podstawnej).
Uda są szerokie, golenie natomiast płaskie i wydłużone. Na goleniach widnieją długie ostrogi. Tarczka (scutellum) jest wydłużona, posiada tylny brzeg zaokrąglony.
Badany materiał pochodził z Argentyny.